# Suicide in Dark Serenity
Suicide in Dark Serenity — другий міні-альбом американського блек-метал гурту Xasthur, випущений лейблом Bestial Onslaught Productions на вінилі 13 березня 2003 р. У 2004 шведська фірма звукозапису Total Holocaust Records перевидала ремастер релізу на CD. Заголовний трек присутній на демо-записі A Gate Through Bloodstained Mirrors (2001) та компіляції Nightmares at Dawn (2012).

## Список пісень
| #  | Назва                            | Тривалість |
| -- | -------------------------------- | ---------- |
| 1. | «Intro/Instrumental»             | 2:54       |
| 2. | «Suicide in Dark Serenity»       | 8:52       |
| 3. | «With Hate Freezing in My Veins» | 5:32       |
| 4. | «Storms of Red Revenge»          | 5:37       |
| 5. | «Middle Ages Return»             | 4:17       |

| Бонус-трек перевидання 2004 р. | Бонус-трек перевидання 2004 р.            | Бонус-трек перевидання 2004 р. |
| #                              | Назва                                     | Тривалість                     |
| ------------------------------ | ----------------------------------------- | ------------------------------ |
| 6.                             | «Nocturnal Poisoning» (Rehearsal Version) | 16:32                          |